# Compañía de Cazadores de Monte 18

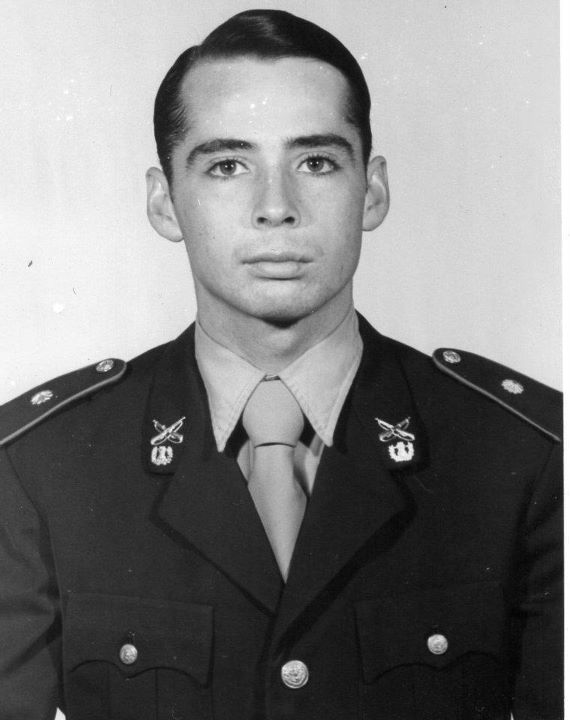
Teniente primero Estévez.

La Compañía de Cazadores de Monte 18 «Teniente Primero Roberto Néstor Estévez» (Ca Caz Mte 18) es una subunidad independiente de Infantería del Ejército Argentino (EA).
En 1996 y en oportunidad del traslado del Regimiento de Infantería 9 de Corrientes a Puerto Iguazú, este despachó su Compañía de Infantería «B» a Bernardo de Irigoyen. El 17 de diciembre de 1996, la Compañía se transformó en la Compañía de Cazadores de Monte 18.
En el año 2009, la subunidad adoptó el nombre histórico «Teniente Primero Roberto Néstor Estévez».